# Muizenberg Nobo
Muizenberg Nobo – osada (buurt) w dzielnicy Muizenberg, miasta Willemstad, w dystrykcie Willemstad, w kraju autonomicznym Curaçao, należącym do Holandii, w Ameryce Południowej. 20 października 2023 r. liczyła 1284 mieszkańców. Zarówno pod względem powierzchni jak i liczby ludności jest najmniejszą osadą w dzielnicy. 